# Rakim
William Michael Griffin Jr. (Long Island, New York, 28 januari 1968), beter bekend als Rakim, is een Amerikaans rapper. Hij is een helft van het hiphopduo Eric B. & Rakim, en wordt alom beschouwd als een van de invloedrijkste en meest ervaren MC's aller tijden.

## Biografie
Rakim is de neef van de Amerikaanse R&B-zangeres en actrice Ruth Brown. Hij groeide op in Wyandanch, New York, en werd betrokken bij de New York hiphop scene op 18-jarige leeftijd. Eric B. bracht hem naar het huis van Marley Marl om "Eric B. is President" op te nemen. Op het moment was Griffin vers uit de middelbare school en op weg naar de universiteit, maar besloot van het hoger onderwijs af te zien en koos in plaats daarvan om muziek op te nemen met Eric B.
Griffin - toen bekend als Kid Wizard - werd geïntroduceerd bij de Nation of Islam in 1986, sloot zich later aan bij Five Percent Nation (ook bekend als The Nation of Gods and Earths), en nam de naam Rakim Allah aan.

### Eric B. & Rakim
Nadat Def Jam Recordings oprichter Russell Simmons de single "Eric B. is President" hoorde, werden Eric B. & Rakim getekend bij Island Records. Ze brachten op 7 juli 1987 hun debuutalbum Paid in Full uit bij het label 4th & B'way Records. Het album bereikte de top 10 van de Amerikaanse hiphop-hitlijst.
Na het succes van het eerste album kregen Eric B. & Rakim in 1988 een nieuw platencontract voorgeschoteld bij MCA Records. Daar kwam het tweede album Follow the Leader uit. In 1990 kwam het derde album Let the Rhythm Hit 'Em uit. Op dit album werden de teksten van Rakim donkerder en serieuzer. Het laatste album is Don't Sweat the Technique, uitgebracht in 1992. Tijdens de opnamen van dat album lieten zowel Eric B. als Rakim weten dat ze graag een soloalbum wilden opnemen. Die mogelijkheid hadden ze, omdat het contract bij MCA Records afliep. Omdat Eric B. vreesde voor een scheiding tussen de twee, weigerde hij echter het contract te ontbinden. De situatie, die juridisch moest worden opgelost, zorgde ervoor dat het duo uit elkaar ging.

### Solocarrière
Na voltooiing van de procedure, tekende Rakim een contract bij Universal en publiceerde zijn solodebuut, The 18th Letter, waarop werd samengewerkt met DJ Premier en Pete Rock. Twee jaar later, in 1999, bracht hij zijn tweede soloalbum, The Master uit.
In 2000 tekende Rakim bij Aftermath Entertainment van Dr. Dre, voor het werk op een album met als titel Oh, My God. In het midden van 2003 verliet hij echter het label vanwege creatieve verschillen.
Met The Archive: Live, Lost & Found, bracht hij een livealbum in 2008 met vier nieuwe nummers, die oorspronkelijk bedoeld waren voor de aangekondigde soloalbum. In november 2009 bracht hij het album The Seventh Seal uit.
In 2014 werkte hij samen met Linkin Park aan het nummer Guilty All the Same.

## Discografie
Eric B. & Rakim
| 1987 | Paid in Full              |
| 1988 | Follow the Leader         |
| 1990 | Let the Rhythm Hit 'Em    |
| 1992 | Don't Sweat the Technique |

Soloalbums
| 1997 | The 18th Letter                 |
| 1999 | The Master                      |
| 2008 | The Archive: Live, Lost & Found |
| 2009 | The Seventh Seal                |

- Biblioteca Nacional de España: XX1603074
- Bibliothèque nationale de France: cb13952003p (data)
- Gemeinsame Normdatei: 135065615
- International Standard Name Identifier: 0000 0001 1850 5494
- Library of Congress Control Number: n92010703
- MusicBrainz: 2792b097-0b1d-4c50-97f6-f7f097f86438
- Nationale Bibliotheek van Tsjechië: osa20231179738
- Virtual International Authority File: 87336422
- WorldCat: E39PBJx8BC8qHj7pHbJwrDcQMP